# 킷카와 유우
킷카와 유우(일본어: 吉川友 깃카와 유우[*], 1992년 5월 1일 ~ )는 이바라키현 출신의 여성 아이돌 가수이다. 소속 사무소는 YU-M 엔터테인먼트(업프런트 크리에이트(업프런트 그룹)과의 업무 제휴). 공식 닉네임은 킷카(きっか).

## 약력
2006년, 모닝구무스메。Happy 8기 오디션으로 최종 심사까지 남는 것도 낙선. 그러나 그 후, 2007년 4월 5일에 헬로! 프로젝트의 연수생 하로프로에그에 가입했던 것이 발표되었다.
2008년 4월 30일, 텔레비전 애니메이션「키라링☆레볼루션」내의 유닛 MilkyWay의 일원으로서 CD 데뷔.
2010년 12월 24일, 연수 과정의 수료에 의해서 하로프로에그를 졸업. 졸업 후의 활동으로서「Hello! Project 2011 WINTER ~환영 신선축제~」에 오프닝 액트로서 출연하는 것을 발표되었다.
2011년 1월 2일,「Hello! Project 2011 WINTER ~환영 신선축제∼」에서 오리지널 곡「안녕 눈물(さよなら涙)」를 첫 피로해, 킷카와 유우 응원 프로젝트(모바일 사이트)를 개설하는 것을 발표.
2011년 1월 26일, 2011년 GW 공개 영화를 주연(4월 29일에 공개), 주제가의「계기는 YOU!(きっかけはYOU!)」를 유니버설 J에서 발매하는 것을 발표(5월 11일에 솔로 데뷔). 동년 10월 5일, 2번째 싱글「해피라피~Sunrise~(ハピラピ ~Sunrise~)」를 발매. 2012년 1월 현재, 이 싱글이 오리콘에서 4위를 차지한 것으로 예능 생활에서 가장 기뻤던 것이라고 하고 있다
2013년 6월 3일, 기마그렌과 함께 유닛「킷카렌(きっかレン)」을 결성하는 것이 발표. 6월 12일에「카페오레의 노래(カフェオーレのうた)」（글리코유업「카페오레」CM송）「애매한 관계(あいまいな関係)」전달 한정으로 발매하였다.
동년 10월 1일, 소속사 업프런트 크리에이트로 이적.

## 인물
- 친구 마노 에리나.쿠스미 코하루.키타하라 사야카
- 소속그룹 : 팀 마켄키

## 작품

### 싱글
1. きっかけはYOU! (2011년 5월 11일[4])
2. ハピラピ ~Sunrise~ (2011년 9월 21일)
3. こんな私でよかったら (2011년 12월 28일)
4. ここから始まるんだ! (2012년 7월 11일)
5. ダーリンとマドンナ (2012년 9월 26일)
6. 世界中に君は一人だけ／Valentine’s RADIO／チョコレート魂 (2013년 1월 16일)
7. URAHARA テンプテーション／いいじゃん (2014년 6월 25일)
8. あまいメロディー／「すき」の数え方 (2014년 10월 29일)
9. 花 (2015년 5월 6일)
10. 歯をくいしばれっっ!／チャーミング勝負世代 (2016년 6월 1일)
11. さよなら、スタンダード (2017년 5월 24일)
12. DISTORTION／ときめいたのにスルー (2018년 1월 17일)

### 착신 한정
1. NEO SUGAR SUGAR YOU (2018년 5월 23일)
2. 恋 (2019년 5월 1일)
3. 暁 -yoake- (2019년 7월 31일)
4. #ひま粒し (2020년 6월 3일)
5. TABOO (2020년 12월 10일)
6. どんな時も笑顔で (2021년 7월 7일)
7. ざっくばらんなサヴァイヴ (2022년 3월 30일)
8. SEAGULL (2022년 7월 27일)
9. やがて愛の日が (2023년 4월 24일)
10. CityMoon (2025년 2월 14일)

콜라보레이션
- 킷카와 유우에 파이파이 데카미 명의

1. 最高のオンナ (2018년 9월 12일)
2. 可哀想なオンナ (2019년 3월 2일)
3. 都会のオンナ (2020년 3월 10일)
4. 手を合わすオンナ (2021년 7월 21일)

- 킷카와와 요시카와 명의

1. Unfamiliar (2023년 4월 19일)

### 참가 싱글
1. 無限、Fly High!! (2014년 9월 17일) - 팀 마켄키 (THE 폿시보ｘ업업걸즈(가)ｘ킷카와 유우) 명의

### 앨범
1. One for YOU! (2012년 1월 18일)
2. Two YOU (2013년 4월 24일)
3. YOU the 3rd. ～WILDFLOWER～ (2015년 10월 14일)

### 커버 앨범
1. ボカリスト? (2012년 11월 7일)

### 베스트 앨범
1. Best Of YOU! (2013년 8월 7일)

### 착신 앨범
1. KIKKAWA YOU (2022년 5월 11일)

### 참가 앨범
1. きらりん☆レボリューション・ソング・セレクション4 (2008년 8월 27일)
  - 「アナタボシ (こべにver.) 」, 「サンサンGOGO (こべにVer.)」(하나사키 코베니 starring 킷카와 유우) 수록.
2. きらりん☆レボリューション・ソング・セレクション5 (2009년 3월 18일)
  - 「はてはてな」(하나사키 코베니 starring 킷카와 유우) 수록.

### 미발매곡
- Yellow Butterfly

### DVD
1. 묘목클럽 2 (2009년 10월 21일)
2. 타이가브리징 (2010년 8월 25일)
3. 괴담 신귀덮개 괴기 (2011년 2월 9일)
4. 계기는 YOU! (2011년 7월 13일)
5. 도큐멘트 DVD ~킷카와 유우와 그 무대 뒤~ (2011년 7월 13일)
6. YOU! ~The DVD~ (2011년 8월 17일)
7. Cheerfu11y (2012년 1월 18일)
8. Cheerfu11y ~The Making Of Cheerfu11y~ (2012년 1월 18일)
9. 「수취인」DVD (2012년 4월)
10. 수학♥여자학원 DVD-BOX (2012년 5월 29일)
11. 라이브! 도큐! 킷카! (2013년 1월 16일)
12. Music Video Clips vol.1 (2013년 4월 24일)

## 출연

### 텔레비전
- 하로! 모닝구。(2006년, 모닝구무스메。8기 오디션, 테레비도쿄)
- 제58회 NHK 홍백가합전 (2007년 12월 31일, NHK) - 모닝구무스메。· Berryz코보 · ℃-ute의 백댄서로서 출연.
- 키라링☆레볼루션 (2008년 ~ 2009년, 테레비도쿄) - 하나사키 코베니 역
- 오하스타 (2008년 ~ 2009년, 테레비도쿄) - 하나사키 코베니로서 본인이 출연.
- 히르난데스! (2011년 4월 5일 ~ , 니혼TV) - 격주 화요일 레귤러. 다만 로케 게스트로서도 등장.
- 해피 Music (2011년 4월 9일, 니혼TV)
- MUSIC JAPAN (2011년 5월 8일, NHK 종합 텔레비전)
- PON! (2011년 5월 12일, 니혼TV)
- 잘 수 없는 거리의 아프린스 (2011년 6월 9일 ~ 9월 29일, 니혼TV)
- 착신 사례! 휴대폰 다이키리 (2011년 9월 4일, NHK 종합 텔레비전)
- 드림 크리에이터 (2011년 11월 17일, 테레비도쿄)
- 수학♥여자학원 (2012년 1월 11일 ~ 3월 28일, 니혼TV) - 아오야마 이로하 역
- 스프라우트 (2012년 7월 7일 ~ 9월 29일, 니혼TV)

### 영화
- 괴담 신귀덮개 괴기 (2010년 9월 4일 공개, 히토츠기 이사무 역)
- 계기는 YOU! (2011년 4월 29일 공개, 깃카와 유 역)
- Cheerfu11y (2011년 10월 22일 공개, 주연 · 이시카와 칸나 역)
  - SHIBUYA-AX에서 동년 10월 12일에 행해진 프리미엄 상영회에도 출연해, 치어 댄스를 실제로 피로했다.

### 콘서트
- 킷카 페스 (2012년 2월 19일, 신쥬쿠 BLAZE, 3회 공연)
- 킷카와 유우 1st 애니버서리 라이브 (2012년 5월 4일 · 6일 TOKYO FM HALL, 4회 공연)
- 킷카 페스 ~Episode 3~ (2012년 7월 28일 ~ 8월 3일, 6회 공연)
- 킷카 페스 4 YOU (2012년 10월 5일 ~ 8일, 6회 공연)
- 킷카 페스 5? (2012년 11월 17일, 신주쿠 BLAZE, 2회 공연)
- 킷카 페스 6 ~더 리퀘스트 아워~ (2013년 1월 25일, 시나가와 스텔라 홀)
- 킷카와 유우 SP 라이브 2013 가을 -Best of YOU!- (2013년 9월 23일, DUO MUSIC EXCHANGE, 2회 공연)
- 킷카와 유우「이바라키 개선 스페셜 라이브! ~이바라키요! 좋아합니다!~」(2014년 8월 9일, 미토 라이트 하우스, 2회 공연)

### 합동 콘서트
- 제1회 헬로! 프로젝트 신인 공연 ~지난의 각~ / ~새의 각~ (2007년 5월 13일, 시부야 C.C.Lemon 홀)
- 2007 헬로! 프로젝트 신인 공연 8월 ~요코하마에서 만납시다~ (2007년 8월 26일, 요코하마 BLITZ)
- 2008 헬로! 프로젝트 신인 공연 3월 ~키라메키의 요코하마~ (2008년 3월 29일, 요코하마 BLITZ)
- 2008 헬로! 프로젝트 신인 공연 6월 ~아카사카 HOP!~ (2008년 6월 22일, 아카사카 BLITZ)
- 2008 헬로! 프로젝트 신인 공연 9월 ~시바공원 STEP!~ (2008년 9월 23일, 메르파르크 홀)
- 키라링☆레볼루션 스페셜 라이브 (2008년 11월 9일, JCB 홀)
- 2008 헬로! 프로젝트 신인 공연 11월 ~요코하마 JUMP!~ (2008년 11월 24일, 요코하마 BLITZ)
- 키라링☆레볼루션 스페셜 라이브 (2008년 12월 7일, 나고야 명철 홀 / 2009년 3월 30일, 츠루마이 플라자)
- 2009 헬로! 프로젝트 신인 공연 4월 ~요코하마 HOP!~(2009년 4월 4일 · 5일, 요코하마 BLITZ)
- 키라링☆레볼루션 파이널 스테이지 (2009년 5월 4일, 나카노 선플라자)
- 2009 헬로! 프로젝트 신인 공연 9월 ~요코하마 JUMP!~ (2009년 9월 23일, 요코하마 BLITZ)
- 2009 헬로! 프로젝트 신인 공연 11월 ~요코하마 FIRE!~ (2009년 11월 23일, 요코하마 BLITZ)
- 2010년 하로프로에그 노리멘 LIVE 2월 (2010년 2월 28일, 야마노 홀)
- 2010 헬로! 프로젝트 신인 공연 3월 ~요코하마 GOLD!~ (2010년 3월 27일, 요코하마 BLITZ)
- 2010 헬로! 프로젝트 신인 공연 6월 ~요코하마 HOP!~ (2010년 6월 5일, 요코하마 BLITZ)
- 2010 헬로! 프로젝트 신인 공연 9월 ~요코하마 STEP!~ (2010년 9월 5일, 요코하마 BLITZ)
- 2010 헬로! 프로젝트 신인 공연 11월 ~요코하마 JUMP!~ (2010년 11월 28일, 요코하마 BLITZ)
- Hello! Project 2011 WINTER ~환영 신선축제~ (2011년 1월 2일 ~ 23일, 3개 도시 20회 공연)※ 좋잖아 라이브(A패턴 공연)는 12회 공연, 깜짝 라이브(B패턴 공연)는 8회 공연
  - 하로프로에그 졸업 후 첫 콘서트. 오프닝 액트로서 출연.
- Hello! Project 2011 SUMMER ~일본의 미래는~ (2011년 7월 17일 ~ 8월 7일)※ WOW WOW 라이브와 YEAH YEAH 라이브는 각 9회 공연
  - 오프닝 액트로서 출연[5][6][7].
- 오다이바 라이브 (2011년 8월 8일, 오다이바 MUSIC 스타디움)
- Hello! Project 2012 WINTER ~하로☆프로 천국~ (2012년 1월 2일 ~ 22일, 3개 도시 19회 공연)※ 록짱은 10회 공연, 펑키짱은 9회 공연
  - 게스트 출연[8].
- Hello! Project 탄생 15주년 기념 라이브 2012 여름 (2012년 7월 21일 ~ 8월 19일, 3개 도시 18회 공연)※ Ktkr (키타코레) 여름의 FAN 축제!와 Wkwk (와쿠와쿠) 여름의 FAN 축제!는 각 9회 공연
  - 게스트 출연[9].
- Hello! Project 탄생 15주년 기념 라이브 2013 겨울 (2013년 1월 2일 ~ 2월 3일, 5개 도시 24회 공연)※ 비바!와 브라보!는 각 12회 공연
  - 게스트 출연 (브라보!만)[10].
- Hello! Project COUNTDOWN PARTY 2013 ~GOOD BYE & HELLO!~ (2013년 12월 31일 ~ 2014년 1월 1일, 나카노 선플라자)
- THE 폿시보 VS 킷카와 유우 VS 업업걸즈(가) ~킷카와 유우와 폿시폿시걸즈(가)~ (2014년 2월 6일 ~ 3월 8일)
- Hello! Project 2014 SUMMER ~KOREZO!~ & ~YAPPARI!~ (2014년 7월 12일 ~ 9월 6일, 7개 도시 21회 공연)※ KOREZO!는 12회 공연, YAPPARI!는 9회 공연
  - 게스트 출연[11].
- TOKYO IDOL FESTIVAL 2014 (2014년 8월 2일 · 3일, 오다이바 해빈 특설회장)
- Hello! Project COUNTDOWN PARTY 2014 ~GOOD BYE & HELLO!~ (2014년 12월 31일 ~ 2015년 1월 1일, 오사카 코베)
- Hello! Project 2015 WINTER ~DANCE MODE!~ & ~HAPPY EMOTION!~ (2015년 1월 2일 ~ 2월 15일, 7개 도시 22회 공연)※ DANCE MODE!는 13회 공연, HAPPY EMOTION!은 9회 공연
  - 게스트 출연

### 이벤트
- Cutie Circuit 2007 ~MAGICAL CUTIE 감사제~ (2007년 8월 24일, 도쿄 체육관)
- 하로프로에그 딜리버리 스테이션! 01 (2007년 9월 22일, 선 스트리트 카메이도)
- 하로프로에그 딜리버리 스테이션! 05 (2008년 8월 30일, 선 스트리트 카메이도)
- 하로프로에그 딜리버리 스테이션 in 여름 Sacas'09 Sacas Water Park (2009년 8월 3일 · 14일, 아카사카 사카스)
- 하로☆프로 TOWN 1st street (2010년 6월 12일, 이토요카도 카사이점)
- 시오도메 박람회 2010 (2010년 8월 12일 · 19일 · 26일, 시오도메 AX)
- 싱글「きっかけはYOU!」프레데뷔 이벤트 (2011년 2월 13일 ~ 4월 24일)
- 싱글「きっかけはYOU!」데뷔 이벤트 (2011년 5월 10일 ~ 22일)
- 싱글「ハピラピ 〜Sunrise〜」예약 이벤트 (2011년 8월 16일 ~ 10월 2일)
- 사진집「YOU!」발매기념 이벤트 (2011년 8월 28일, 후케서점 신쥬쿠 사브나드점)
- 싱글「ハピラピ 〜Sunrise〜」릴리즈기념 이벤트 (2011년 10월 4일 ~ 8일)
- 동일본 대지진 부흥제 2011 ~아이들 미래를 위해서∼ (2011년 10월 30일, SHIBUYA-AX)

### 무대
- 묘목클럽 2 (2009년 7월 23일 ~ 27일)
- 2009년 가을계에그 연수 발표회 ~여배우 선언~ (2009년 10월 7일 · 9일, 씨어터 그린 BIG TREE)
- 타이가브리징 (2010년 5월 7일 ~ 11일)
- 2010년 가을계에그 연수 발표회 ~여배우 선언~ (2010년 10월 2일, 시사 통신 홀)
- 수취인 (2012년 2월 29일 ~ 3월 11일, 키노쿠니야 홀)
  - 「수취인」상영회 & 토크 쇼 (2012년 3월 31일, 씨어터 드라마 시티)
- 귀여움 없으면 안 되는 이유 (2012년 6월 2일 ~ 10일, 도쿄 신국립 극장 소극장 / 6월 23일 · 24일, 효고 현립 예술 문화 센터)

## 서적

### 사진집
- 1st 솔로 사진집「YOU」(2011년 8월 17일, 와니북스) ISBN 978-4-8470-4388-8